# James, earl av Wessex
James, earl av Wessex (James Alexander Philip Theo), född 17 december 2007, är medlem av den brittiska kungafamiljen som son till prins Edward, hertig av Edinburgh och Sophie, hertiginna av Edinburgh (född Rhys-Jones).
James tituleras sedan den 10 mars 2023 James, earl av Wessex efter att hans far blivit hertig av Edinburgh.
James titulerades före 2023 enligt föräldrarnas önskan James, viscount Severn, trots att han som barnbarn till drottning Elizabeth II hade rätt att tituleras kunglig höghet och prins. Titeln viscount Severn är en artighetstitel som egentligen tillhör hans far men som enligt tradition ges till den förstfödde sonen inom äktenskapet.